# Dag Løvaas
Dag Løvaas (ur. 25 stycznia 1951 w Holmestrand) – norweski żużlowiec.

## Życiorys

### Kariera sportowa
Wielokrotny reprezentant Norwegii. Finalista indywidualnych mistrzostw świata (Göteborg 1974 - XI miejsce) i mistrzostw świata par (Boras 1973, w parze razem z Reiderem Eide – V miejsce). Startował również w eliminacjach indywidualnych mistrzostw świata (m.in. sześciokrotny uczestnik finału skandynawskiego: 1970 – XIV miejsce, 1971 – XIV miejsce, 1972 – X miejsce, 1973 – XIII miejsce, 1975 – III miejsce i 1976 – IV miejsce).
Dwukrotnie złoty (1973–1974) i srebrny medalista (1971) indywidualnych mistrzostw Norwegii.
Startował w lidze angielskiej w barwach klubów: Newcastle Diamonds, Reading Racers (mistrzostwo w 1973 roku), Hackney Hawks, Oxford Rebels i White City Rebels. W sezonie 1974 startując w barwach Hackney Hawks uzyskał najwyższą kalkulowaną średnią biegową w historii klubu – 10,173.

### Życie prywatne
Brat Ulfa Løvaasa, również żużlowca.

## Przynależność klubowa
Wielka Brytania
- Newcastle Diamonds (1970)
- Reading Racers (1971–1973)
- Hackney Hawks (1974)
- Oxford Rebels (1975)
- White City Rebels (1976)